# ABN AMRO Cup 2013
De ABN AMRO Cup 2013 is een hockeytoernooi dat werd gehouden van 29 augustus tot en met 1 september 2013. Het was de zesde editie van dit toernooi en het deelnemersveld bestond uit alle twaalf de hoofdklasseclubs.
Amsterdam H&BC won voor de eerste keer in het Hazelaarweg Stadion de Jan Hagendijk-trofee door in de finale het thuisspelende HC Rotterdam te verslaan.

## Voorrondes
29 augustus 2013

### Poule 1
Locatie: Rotterdam
| Club           | GS | W | G | V | DS |
| -------------- | -- | - | - | - | -- |
| 1. Rotterdam   | 2  | 2 | 0 | 0 | +4 |
| 2. HGC         | 2  | 1 | 0 | 1 | +1 |
| 3. Bloemendaal | 2  | 0 | 0 | 2 | -5 |

- Rotterdam - HGC 1-0
- HGC - Bloemendaal 2-0
- Rotterdam - Bloemendaal 3-0

### Poule 2
Locatie: Eindhoven
| Club            | GS | W | G | V | DS |
| --------------- | -- | - | - | - | -- |
| 1. Oranje Zwart | 2  | 2 | 0 | 0 | +2 |
| 2. Den Bosch    | 2  | 0 | 1 | 1 | -1 |
| 3. Tilburg      | 2  | 0 | 1 | 1 | -1 |

- Oranje Zwart - Tilburg 2-1
- Tilburg - Den Bosch 0-0
- Den Bosch - Oranje Zwart 2-3

### Poule 3
Locatie: Amsterdam
| Club         | GS | W | G | V | DS |
| ------------ | -- | - | - | - | -- |
| 1. Amsterdam | 2  | 1 | 1 | 0 | +1 |
| 2. Pinoké    | 2  | 1 | 0 | 1 | +1 |
| 3. Hurley    | 2  | 0 | 1 | 1 | -2 |

- Amsterdam - Pinoké 2-1
- Pinoké - Hurley 3-1
- Hurley - Amsterdam 3-3

### Poule 4
Locatie: Laren
| Club            | GS | W | G | V | DS |
| --------------- | -- | - | - | - | -- |
| 1. Kampong      | 2  | 1 | 1 | 0 | +2 |
| 2. Laren        | 2  | 0 | 1 | 1 | 0  |
| 3. Schaerweijde | 2  | 0 | 1 | 1 | -2 |

- Laren - Schaerweijde 0-0
- Schaerweijde - Kampong 0-2
- Kampong - Laren 2-2

## Tweede ronde
Rotterdam, 31 augustus 2013

### Halve finales
- 14:00 Rotterdam - Kampong 8-2
- 16:00 Oranje Zwart - Amsterdam 2-3

### Nummers 2
- 14:00 HGC - Laren 3-1
- 16:00 Den Bosch - Pinoké 5-5 Den Bosch wns

### Nummers 3
- 14:00 Bloemendaal - Schaerweijde 8-4
- 16:00 Tilburg - Hurley 2-2 Hurley wns

## Finales
Rotterdam, 1 september 2013
- 11de Tilburg - Schaerweijde 4-2
- 9de Hurley - Bloemendaal 5-2
- 7de Pinoké - Laren 4-2
- 5de HGC - Den Bosch 1-3

### 3de plaats
- 12:00 Oranje Zwart - Kampong 3-2

### Finale
| 1 september 2013 14:00 |                  |              |                                  |
| Amsterdam H&BC         | 5:5              | HC Rotterdam | Sportpark Hazelaarweg, Rotterdam |
| via shootouts          | Wedstrijdverslag |              | Sportpark Hazelaarweg, Rotterdam |

### Kampioen
| ABN AMRO Cup 2013         |
| ------------------------- |
| Amsterdam H&BC 1ste titel |

2008 · 2009 · 2010 · 2011 · 2012 · 2013 · 2014 · 2015 · 2016 · 2017 · 2018 · 2019